# Наваррини, Урано
Урано Франческо Наваррини (итал. Urano Francesco Navarrini; 2 мая 1945, Верона, Венеция — 18 апреля 2020, Милан), урождённый Урано Бениньи (итал. Urano Benigni ) — итальянский футболист и футбольный тренер.

## Биография
Урано был внебрачным сыном актёра театра Нуто Наваррини и Милены Бениньи. Только в 1972 году отец признал своего сына, когда развёлся со своей женой, актрисой Верой Рол. До 1972 года Урано носил фамилию матери, после чего взял фамилию отца.
Представители молодёжной команды «Милана» заметили его в команде «Грюнланд Миланезе Либертас». Первоначально он был отдан в аренду «Пистойезе» и вернулся в «Милан» на сезон 1965/66. Он дебютировал в официальных матчах за «Милан» в матче Кубка ярмарок 1965/66 против «Страсбурга». В том сезоне он провёл только одну игру в чемпионате 9 марта 1966 года, его команда проиграла «Лацио» со счётом 0:2. Из-за разногласий с тренером Нерео Рокко он снова отправился в аренду, на этот раз в «Савону», а летом 1968 года продан в «Таранто». В 1969 году он перешёл в «Вербанию». Летом 1970 года он стал игроком «Новары», за которую выступал в течение восьми лет, а закончил карьеру в «Про Патрии». Он сыграл один матч в Серии А и 137 — в Серии B, забил 7 голов.
Он тренировал клубы низших дивизионов (Серии C, C2 и D): «Про Патрию», «Аосту», «Сорренто», «Элпидензе», «Потенцу», а закончил свою тренерскую карьеру с «Виджевано» в региональном чемпионате.
В последние годы жизни Наваррини испытывал проблемы со здоровьем, он скончался 18 апреля 2020 года в возрасте 74 лет из-за пандемии COVID-19.